# Władcy Montferratu

## Markizowie Montferratu

### Dynastia Aleramitów
- przed 933: Wilhelm I
- 933–967 lub 991: Aleramo
  -  ? – przed 967: Wilhelm II (koregent)
  - 967–991: Otto I (koregent)
- 991 – przed 1042: Wilhelm III
- przed 1042–ok. 1084: Otto II
  - ok. 1042–1045 : Henryk (koregent)
- ok. 1084–ok. 1100: Wilhelm IV
- ok. 1100–ok. 1136: Ranier I
- ok. 1100–ok. 1127: Wilhelm (koregent)
- ok. 1136–1191: Wilhelm V
- 1191–1192: Konrad (król Jerozolimy)
- 1192–1207: Bonifacy I (król Tesalonik 1204)
- 1207–1225: Wilhelm VI
- 1225–1253/1255: Bonifacy II (tytularny król Tesalonik 1239/1249)
- 1253/1255–1292: Wilhelm VII (tytularny król Tesalonik, przekazał swoje prawa do Tesalonik Andronikowi II Paleologowi))
- 1292–1305: Jan I (koregent 1290)

### Dynastia Paleologów
- 1305–1338: Teodor I z Montferratu
- 1338–1372: Jan II Paleolog
- 1372–1378: Otto III Paleolog
- 1378–1381: Jan III Paleolog
- 1381–1418: Teodor II Paleolog
- 1418–1445: Jan Jakub Paleolog
- 1445–1464: Jan IV Paleolog
- 1464–1483: Wilhelm VIII Paleolog
- 1483–1494: Bonifacy III Paleolog
- 1494–1518: Wilhelm IX Paleolog
- 1518–1530: Bonifacy IV Paleolog
- 1530–1533: Jan Jerzy Paleolog

1533–1536: rządy cesarskie

### Dynastia Gonzagów
- 1536–1540: Fryderyk I
- 1540–1550: Franciszek I
- 1550–1575: Wilhelm X

## Książęta Montferratu

### Dynastia Gonzagów
- 1575–1587: Wilhelm X
- 1587–1612: Wincenty I
- 1612: Franciszek II
- 1612–1626: Ferdynand I
- 1626–1627: Wincenty II

1627–1631: wojna sukcesyjna, część zajęła Sabaudia
- 1627–1631: Maria (zmarła 1661)

### linia z Nevers
- 1627–1637: Karol I
- 1637–1665: Karol II
- 1665–1708: Karol III (Ferdynand Karol)

1708: zjednoczone z Sabaudią